# Eduard Lindenberg
Karl Eduard Lindenberg (* 29. April 1858 in Schmachtenhagen; † 1936 in Baden-Baden) war ein preußischer Landrat.

## Leben
Der Protestant Eduard Lindenberg war ein Sohn des Rittergutbesitzers Hermann Lindenberg und dessen Ehefrau Berta Ottlie Agnes Lindenberg, geborene Winkler. Nach dem Besuch des Friedrichsgymnasiums in Frankfurt (Oder), von dem er 1878 mit Ablegung der Reifeprüfung abging, studierte Lindenberg bis 1882 in Berlin, Heidelberg und Greifswald Rechtswissenschaften. Nach seiner Vereidigung zum Gerichtsreferendar am 23. November 1882 vor dem Kammergericht wechselte Lindenberg unter Ernennung zum Regierungsreferendar am 27. Juli 1884 in den preußischen Verwaltungsdienst und fand dort zunächst Beschäftigung bei der Königlich Preußischen Regierung in Frankfurt (Oder) und nachfolgend an der Regierung in Marienwerder. Mit Ablegung der Assessorprüfung erfolgte schließlich am 27. Juli 1888 die Ernennung zum Regierungsassessor.
In dieser Funktion an die Regierung in Köln überwiesen, beauftragte ihn sein Dienstherr im November 1891 kommissarisch mit der Verwaltung des Kreises Waldbröl, Lindenbergs definitive Ernennung zum dortigen Landrat folgte am 25. Juli 1892. Zum 1. Oktober 1895 folgte die Versetzung von Waldbröl an die Regierung in Minden, wo er am 11. März 1897 die Ernennung zum Regierungsrat erhielt. Im Weiteren wechselte er als Regierungsrat am 23. März 1908 an die Regierung in Wiesbaden und von dort am 26. September 1908 an die Regierung in Trier. Nach seiner Charakterisierung als Geheimer Regierungsrat am 15. Januar 1912 ging Lindenberg zum 1. Dezember 1913 auf eigenen Antrag in den Ruhestand.

## Familie
Eduard Lindenberg heiratete am 10. Oktober 1891 in Köln die Katholikin Sophie Pauli (* 1. Dezember 1868 auf dem Maarhof bei Köln; † 24. Mai 1909 in Wiesbaden), Tochter des Kölner Gutsbesitzers und Präsidenten des landwirtschaftlichen Vereins für die Rheinprovinz Franz Gerhard Joseph Pauli († 16. Januar 1912) und dessen Ehefrau Anna, geborene Clemens.